# صحيفة العقاب

## جريدة العقاب
صحيفة عراقية، يومية سياسية جامعة، كانت تصدر في بغداد ثلاث مرات في الإسبوع لصاحب إمتيازها السائح العراقي  يونس أفندي بحري الجبوري ومديرها المسؤول الرئيس الأول إسماعيل صبري، صدر عددها الأول في يوم الجمعة 29 رجب 1352 ه‍، الموافق 17 تشرين الثاني/اكتوبر عام 1933م،
استمرت بالصدور حتى عام 1938م. فتوقفت بسبب مقتل  الملك غازي وهروب صاحبها إلى المانيا.